# 京王相模原線
相模原線（さがみはらせん）は、東京都調布市の調布駅から神奈川県相模原市緑区の橋本駅までを結ぶ、京王電鉄の鉄道路線である。駅ナンバリングで使われる路線記号はKO。
京王線、井の頭線とともに京王電鉄の主要路線であり、京王電鉄の路線では唯一、神奈川県内も沿線とし、かつ旧相模国の地域（相模原市）も通る。東京都心方面への通勤・通学路線であり、京王多摩センター駅を中心に若葉台駅 - 多摩境駅間に広がる多摩ニュータウンへのアクセスを小田急多摩線とともに担っている。ほとんどの列車は調布駅から京王線に直通して東京の副都心・新宿と相模原市北部の拠点地域である橋本を結んでいる。
快速や区間急行を中心に都営地下鉄新宿線と相互直通運転をする列車も多く設定されている。京王永山駅 - 京王多摩センター駅間は小田急多摩線と完全に並走しており、新宿駅 - 京王永山駅・京王多摩センター駅間で小田急電鉄と競合関係にある。全線が高架または地下化されており踏切は存在しない。終点の橋本駅は将来的にリニア中央新幹線の神奈川県駅（仮称）が設置される予定である。

## 路線データ
- 路線距離：22.6 km
- 軌間：1,372 mm
- 複線区間：全線
- 電化区間：全線（直流1,500 V）
- 保安装置：京王ATC、速度制御式
- 最高速度：110 km/h[3]
- 最急勾配：35 ‰[2]
- 最小曲線半径：160 m[2]
  - 現在の最急勾配・最小曲線は調布駅付近地下化工事でできたものであり、これを除いた最急勾配は稲城 - 若葉台間の30 ‰[4]、最小曲線は400 m（京王多摩川付近[5]・橋本付近の横浜線横断部[6]）
- 建設主体：日本鉄道建設公団（現 独立行政法人 鉄道建設・運輸施設整備支援機構、京王よみうりランド - 橋本間）
- 建設費用（本文中に記載する建設費用は、同じ区間でも出典によってバラツキがある）
  - 京王多摩川駅 - 京王よみうりランド駅：38億円[7]
  - 京王よみうりランド駅 - 京王多摩センター駅：232億円[7]
  - 京王多摩センター駅 - 橋本駅：541億円[7]

## 沿線概況
相模原線は都県境が入り組む地域を通る路線であり、東京都と神奈川県を2回渡る。

### 調布 - 京王よみうりランド
調布駅（東京都調布市）を出るとすぐに京王線（本線）と分かれて左に急カーブを切り、南向きに変わる。品川通りを過ぎると地下から一気に高架に駆け上がり、京王多摩川駅となる。この先で多摩川を渡り、神奈川県川崎市多摩区に入る。JR南武線を跨ぐところに京王稲田堤駅がある。駅構内で大きく右カーブし、西に向きを変える。多摩丘陵の麓に沿うように進み、東京都稲城市に入って京王よみうりランド駅となる。

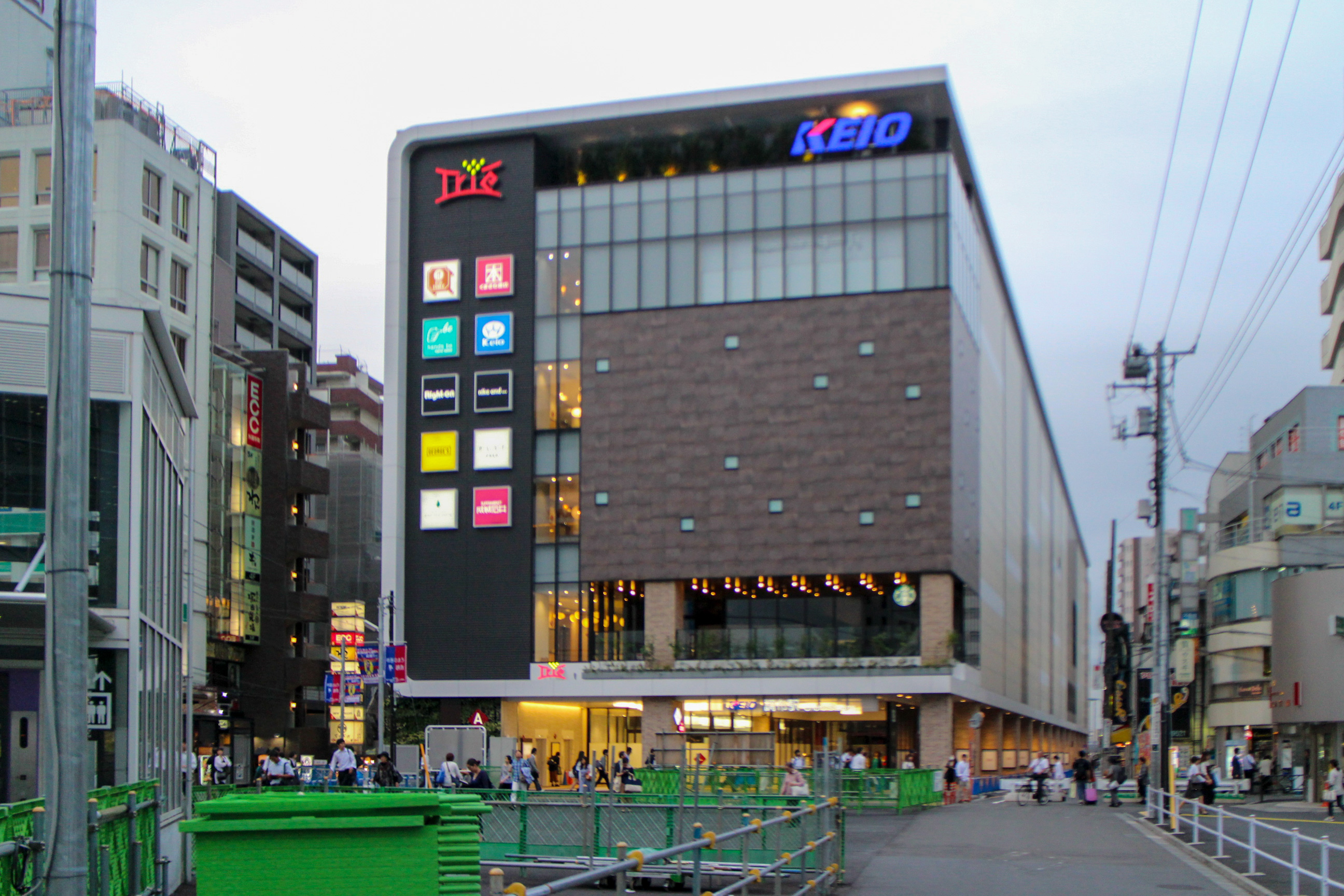
調布駅
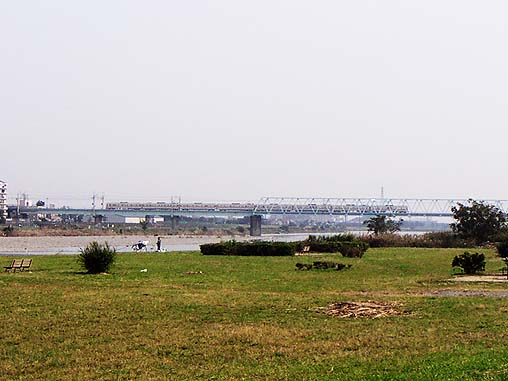
多摩川の橋梁遠望（京王多摩川駅 - 京王稲田堤駅間）
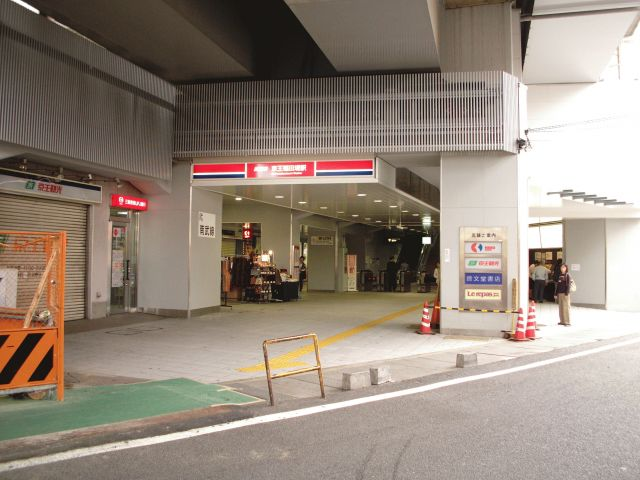
京王稲田堤駅

### 京王よみうりランド - 京王多摩センター
そのまま西進し多摩丘陵に差し掛かるところで稲城駅となり、駅構内で大きく左にカーブして南西に向きを変える。この先でJR武蔵野南線の高架をくぐり、丘陵に開かれた谷筋を進んでいく。すると右手には丘陵の上に林立する集合住宅群が見えるが、これは「多摩ニュータウン長峰杜の一番街」という団地で、最初に目にする多摩ニュータウンの住宅となる。その後、右手に多摩ニュータウンのなかでも特に新しい密集したマンション群が見えると、西に向きを変えて神奈川県川崎市麻生区に入り、鶴川街道を跨ぐと2面4線の若葉台駅である。この先右手に若葉台工場や留置線が見える。上り勾配になり、左手から迫ってくる小田急多摩線と併走し、若葉台第1トンネル（延長455 m）で東京都多摩市に入る。トンネルを抜けると、左手に多摩ニュータウンで最も古い「多摩ニュータウン諏訪団地」を見ながら再びトンネルに入る。この若葉台第2トンネル（延長395 m）を抜けると、京王永山駅である。駅を出ると西南西に向きを変えて下り勾配となり、すぐに右手には京王が開発した「京王桜ケ丘住宅地」が見える。その後、上り勾配となって、2面4線の京王多摩センター駅となる。ここが多摩ニュータウンの中心駅である。

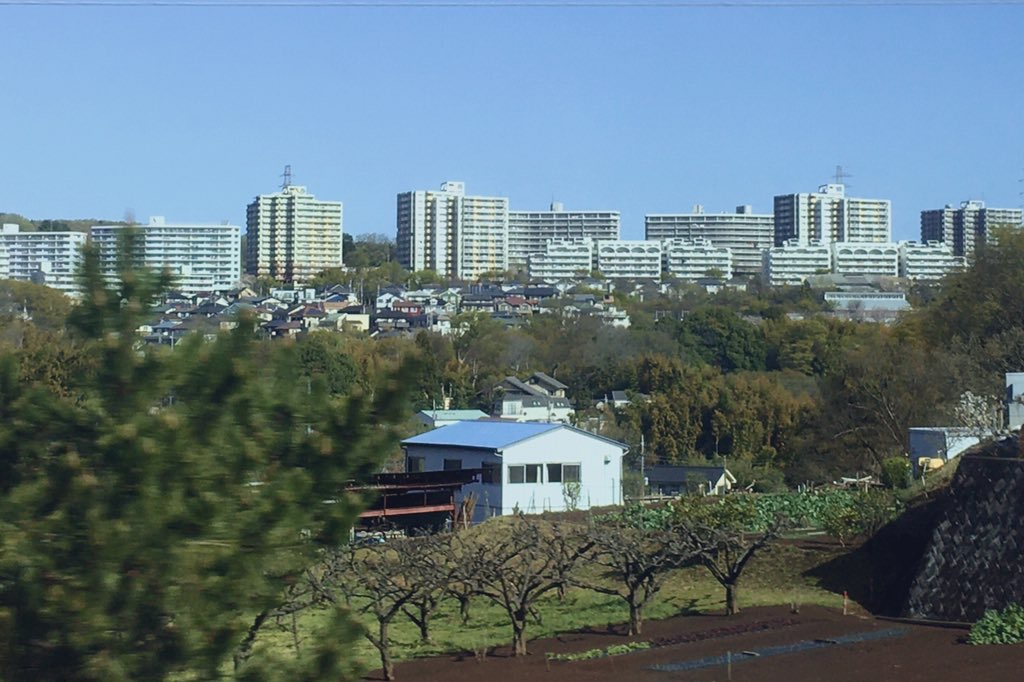
のどかな風景の背後に林立する多摩ニュータウン長峰地区の団地群（稲城駅 - 若葉台駅間）
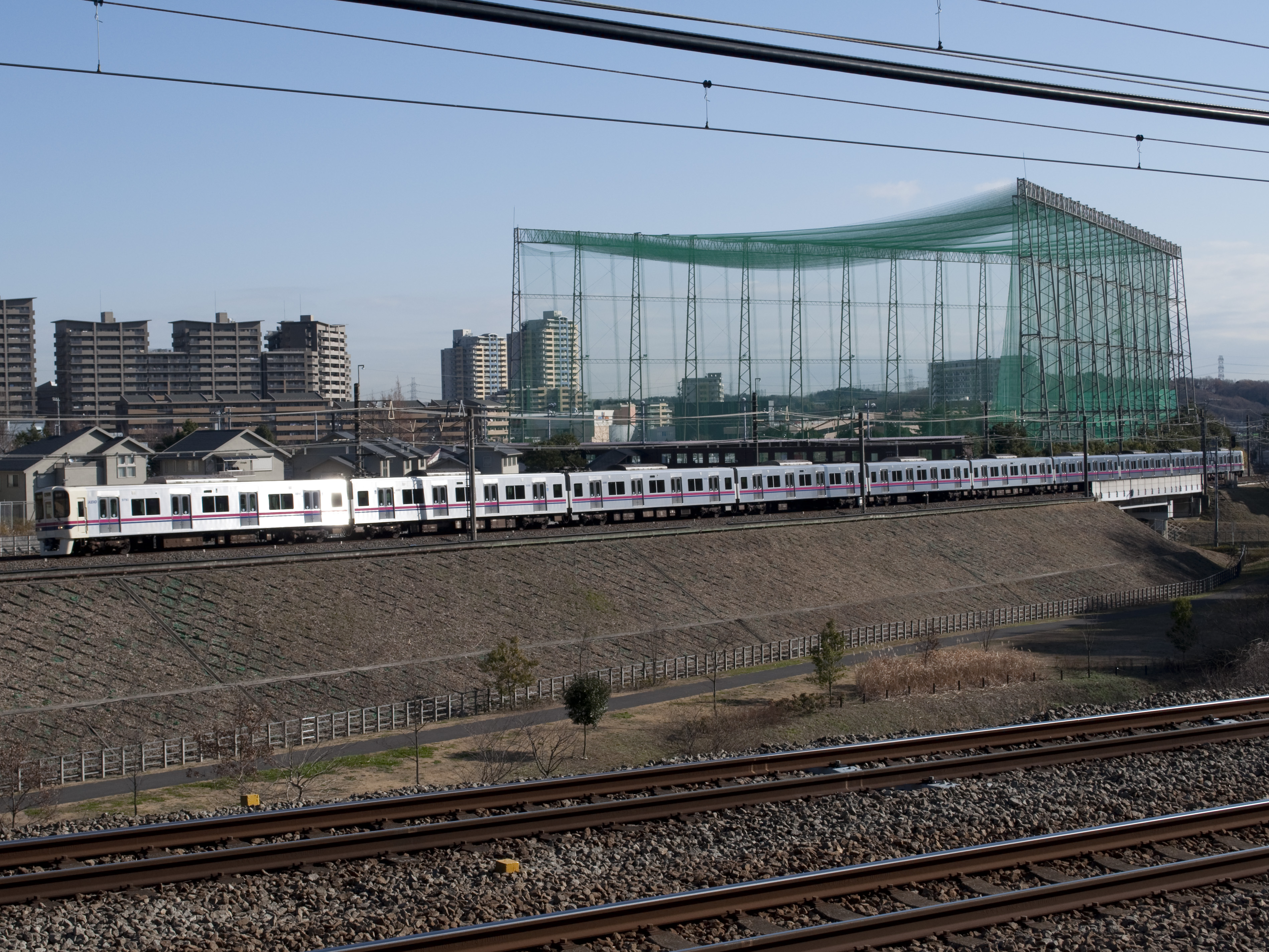
多摩ニュータウン若葉台地区を走る相模原線（若葉台駅 - 京王永山駅間）。手前は小田急多摩線。
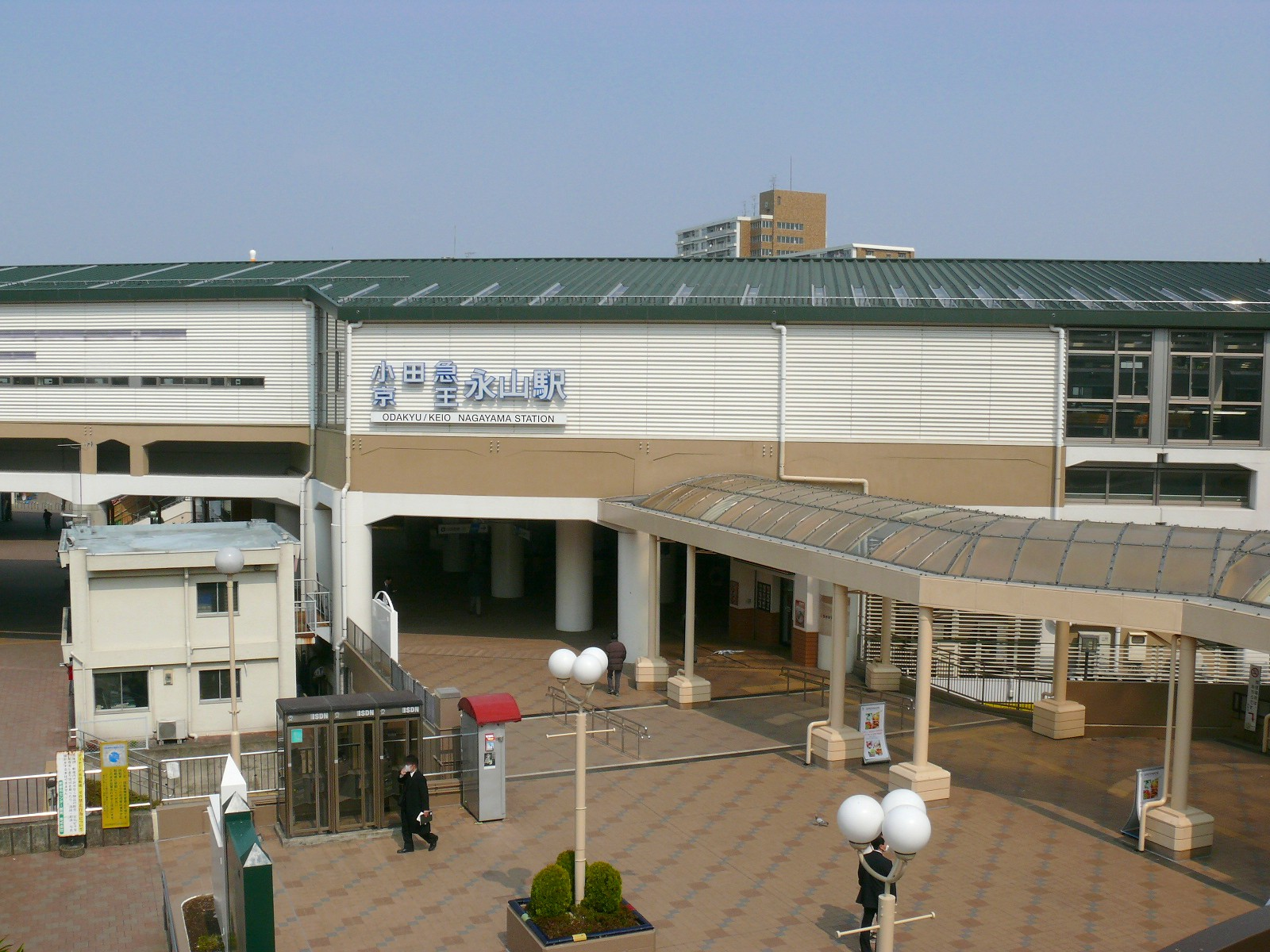
京王永山駅
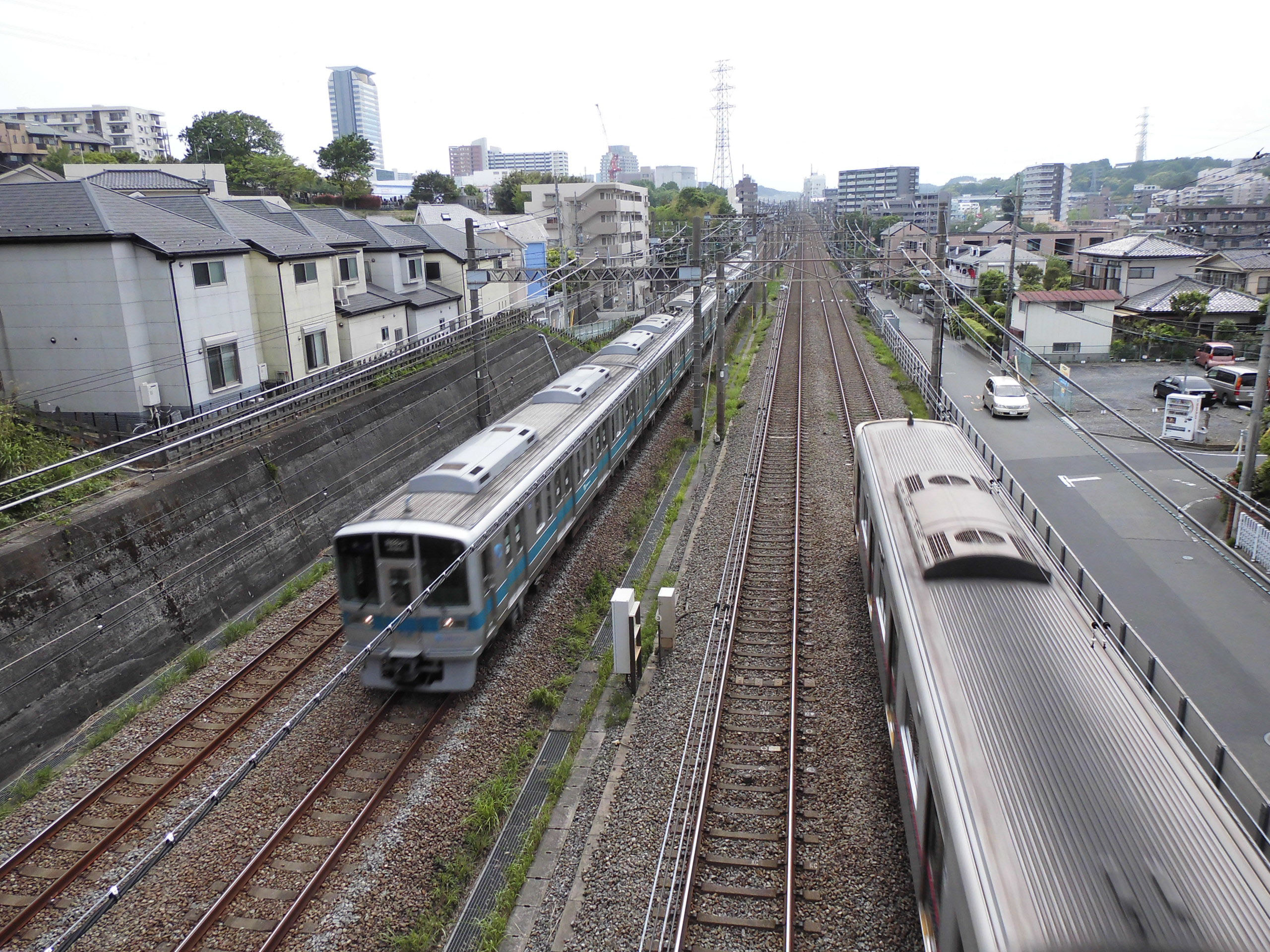
多摩市内では京王相模原線と小田急多摩線が並走する（京王永山駅 - 京王多摩センター駅間）
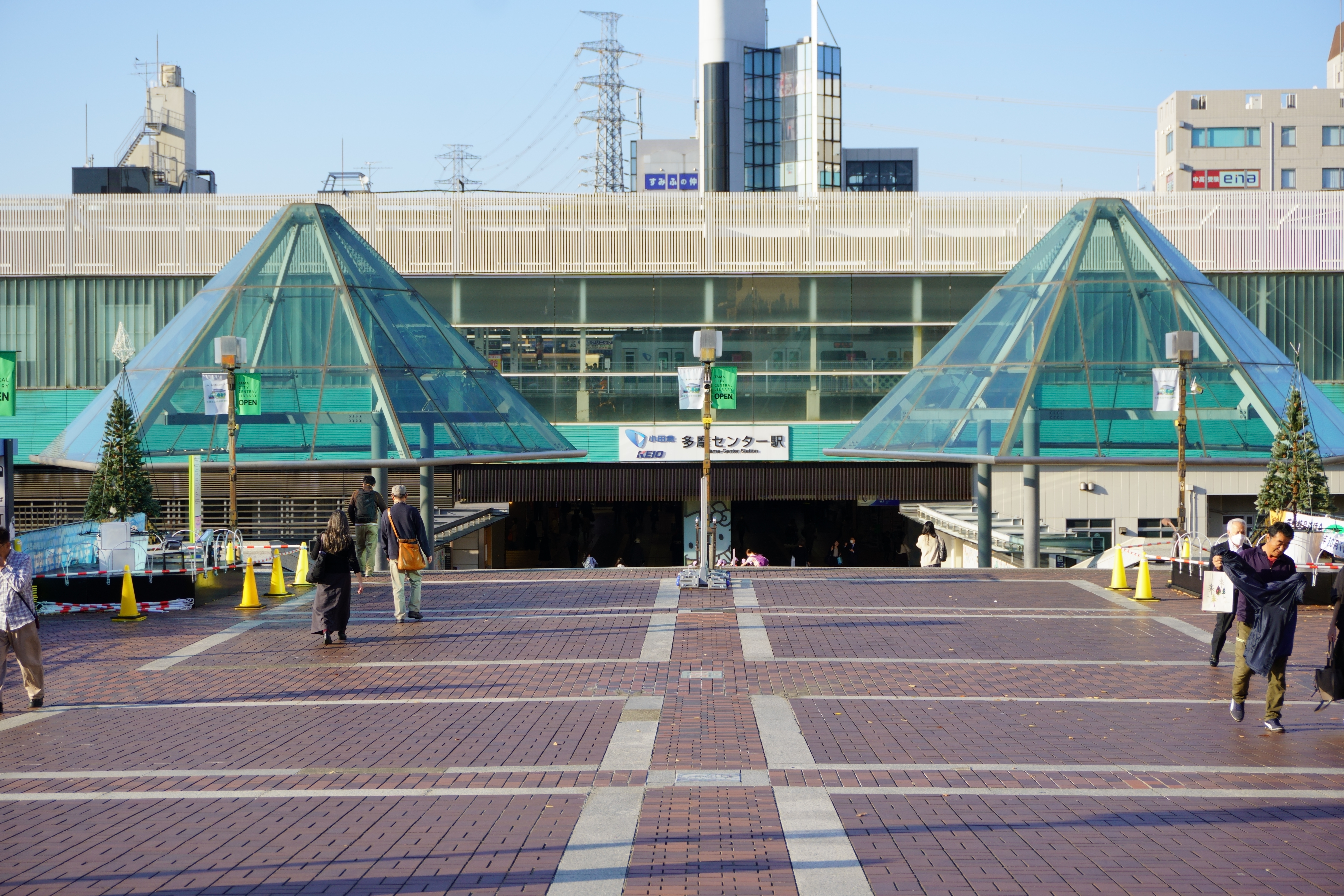
京王多摩センター駅

### 京王多摩センター - 橋本
多摩都市モノレール線の高架をくぐり、小田急多摩線を左手に見送って、西北西に向きを変える。上り勾配になり京王多摩センター第1トンネル（延長515 m）を抜けると東京都八王子市に入り、京王多摩センター第2トンネル（延長205 m）を抜けると南西に向きを変えて京王堀之内駅となる。多摩ニュータウン通り沿いに発展した住宅街を右手に見ながら下り勾配、そして上り勾配となって南大沢駅となる。南大沢駅は東京都立大学最寄り駅。ここから掘割となり、京王電鉄の山岳トンネルとしては最長の南大沢トンネル（延長809 m）を抜けると東京都町田市に入り、多摩境駅へ。ここで多摩丘陵を抜け高架となり、境川を越えて神奈川県相模原市中央区を通り、その後すぐに相模原市緑区に入る。平坦な相模原市街地の中をそのまま高架で進み、右カーブしながら横浜線と相模線を跨ぎ、東海旅客鉄道（JR東海）により建設中のリニア中央新幹線の神奈川県駅を横に見ると橋本駅に到着する。

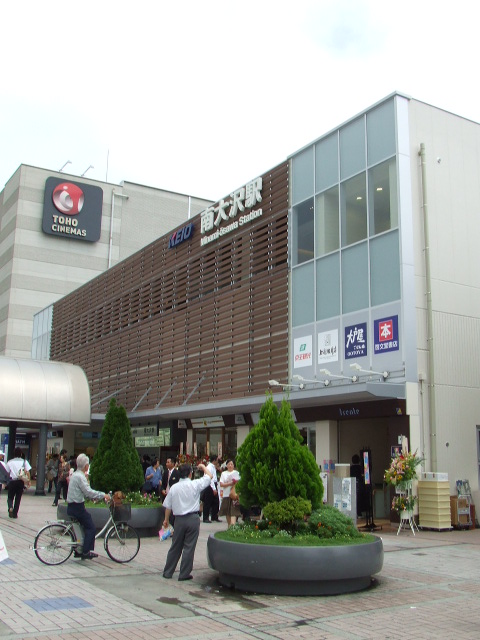
南大沢駅
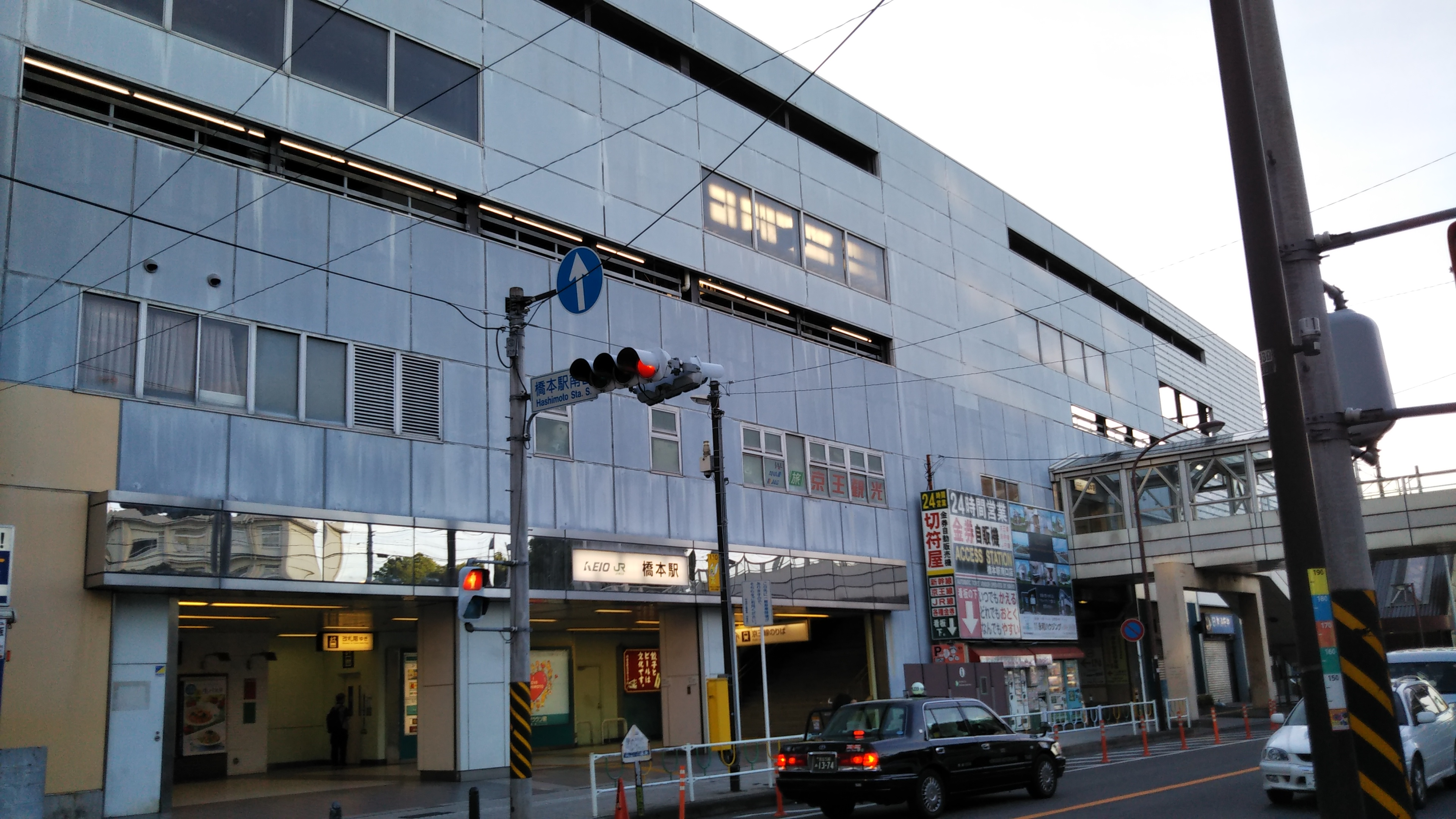
橋本駅

## 歴史

### 砂利運搬とレジャー輸送
相模原線は、京王電鉄の前身である京王電気軌道が1916年に開業させた調布駅 - 多摩川原駅（現・京王多摩川駅）間の多摩川支線（文献により多摩川原支線）に端を発する。当時、多摩川で採取された砂利を都心に運搬するための鉄道、いわゆる砂利鉄道が何本も敷設されており、多摩川支線もその一つとして開業した。1923年の関東大震災により東京の木造・レンガ建築が大被害を受け、その復興でコンクリート建築が急速に普及すると、原料である砂利は莫大な復興需要によりその産出量を急増させた。盗掘を含む余りの採掘は多摩川自体の環境悪化を招き、1934年に始まった採掘規制は第二次世界大戦後の戦災復興期による緩和を挟んだ後、1964年には同線周辺での砂利採取が全面禁止された。
また、1927年に京王は多摩川原駅前に京王閣を開業し、当時では珍しい施設を備えた東京近郊屈指の遊園地として繁栄した。1933年から1936年までは多摩川河川敷で花火大会も始められた。戦時色が強くなると徐々に京王閣の客足は減り、食糧増産のために芋畑などにも利用されていた同施設は戦後の1947年、当時は京王も合併していた東京急行電鉄（大東急）により売却されたが、その敷地の一部には1949年に京王閣競輪場が開設された。1954年には「全国輸出振興煙火競技大会」（調布市花火大会の前身）として河川敷での花火大会が復活し、京王も1955年に京王遊園を設置して遊園地事業を再開し、1956年に植物園である「京王菖蒲園」、1961年にはこれを改称した「京王百花苑」も開設して、多摩川支線は1駅間の短距離ながらも多様なレジャー輸送で重要な役割を果たしていた。

### 多摩ニュータウンへの延伸
1958年、相模原市が首都圏整備法で「開発区域」の指定を受けたことで、同市とその周辺は急速に工業地域、新興住宅地に変貌していった。そのなかで、当時の稲城町、多摩村、町田市、八王子市、相模原市、城山町、津久井町は、「京王帝都新路線建設促進実行委員会」を結成し、現在の相模原線の原型になるようなルートでの新線の建設を京王に強く働きかけた。一方で京王でも、当時多摩町で開発を進めていた「京王桜ケ丘住宅地」をさらに南側に拡大する形で、新たな住宅地開発をするとともに、そこに新線を敷設する構想があった。「第二桜ケ丘団地」と呼称されるこの住宅地開発の構想は、現在の多摩ニュータウン区域内にあたり、後述の理由により実現はしなかったものの、現在の多摩センター駅付近の「多摩ニュータウン多摩土地区画整理事業」が施行された場所で買収が進んでいたとされる。
1963年に京王は、多摩川支線を延長する免許を申請した。それは京王多摩川駅から多摩川を渡り、概ね現在の多摩ニュータウン区域を東西に横断して、橋本駅で横浜線と交差したのちにさらに西進して相模川を渡り、津久井湖の南側にあった津久井町（当時）の中心地域、相模中野に至るルートだった（調布 - 橋本間は複線、橋本 - 相模中野間は単線を想定）。この年には「多摩町で大規模な住宅団地」という見出しで、その後多摩ニュータウン計画に組み込まれて第一次入居が行われることになる諏訪団地・永山団地の開発計画が報道されていた。他社も京王の免許申請に呼応して同様のルートで、小田急電鉄は喜多見駅から分岐、西武鉄道は武蔵境駅から是政駅を結ぶ多摩川線の途中駅である北多磨駅（現在の白糸台駅）から分岐線を建設する形で免許申請を行った。そして1965年、地方からの人口流入による東京の緊急的な住宅不足に対応するため、多摩ニュータウンが都市計画決定された。現在、多摩ニュータウンでは全面買収による新住宅市街地開発事業とともに、従来からの地権者が換地を受ける土地区画整理事業が行われているが、この時点では、全面的に新住宅市街地開発事業による開発だけが行われることになっていた。このため、前述した京王の新しい住宅地開発の構想はここで諦めざるを得ず、京王は高尾線の建設と「めじろ台住宅地」の開発を進めることになった。
京王と小田急が申請した免許は、現在の京王よみうりランド駅付近で両社の新線が入り混じるため、この区間の調整が問題になった。京王側が新線を北側に移すにも用地の問題があり、小田急側が南側に移すにも三沢川を避けねばならず、起伏が多くトンネルが増えるという問題があった。両社の調整が難航していたため、運輸省は両社が競合しない区間のみ免許を下し、京王は京王多摩川 - 京王稲田堤、小田急は喜多見 - 稲城本町について免許を受けることとなった。その後、小田急側が新百合ヶ丘駅を新設してそこから分岐する現在の形に計画を変更し、新たに百合ヶ丘 - 多摩の免許申請を行うと同時に、得た免許の営業廃止許可を申請することでこの問題は解決した。これにより小田急は新たに申請した免許を受け、京王も残りの区間について免許を受けた。西武については、多摩川線を延伸する計画が中央線に負担をかけるという理由で免許は下りなかった。
その後、多摩ニュータウン計画が具体化してきたことから、多摩ニュータウン側と京王、小田急とで協議が行われた。多摩市内の区間について、ニュータウン側は京王と小田急の両社に、どちらか一方がニュータウン区域の中央部を貫く（乞田川沿いの）谷戸部、もう一方が概ね区域の南縁を通る尾根幹線道路を通るように提案していたが、両社とも谷戸部を通るとして譲らなかった。このことからニュータウン側の担当者は、土地区画整理事業の減歩率を下げたいという思惑から、3本レールにしてレール幅の違う両社の車両が同じ線路を走ることを提案したが、小田急の担当者に「箱根鉄道みたいにチンタラ走るわけにはいかない」と笑われたという。こうして多摩市内では現在の京王線と小田急線の線路が並ぶ形に決まった。また当時京王は、中央線との高速運転競争を繰り広げていたことに加え、新宿から河口湖までの「超特急」の構想を描いていたことから、相模原線はニュータウン区域内についても高規格な、カーブは最小曲率半径1000メートル以上を確保できるようにニュータウン側に要求した。同様に小田急側も在来区間よりも高規格な最小曲率半径800メートル以上を要求した。協議では他にも、鉄道会社側とニュータウン側との費用負担についても話し合われたが、これがなかなかまとまらなかった。
費用負担についてまとまらないまま、1968年に京王の新線建設が始まった。1971年に京王多摩川駅 - 京王よみうりランド駅間が開業し、合わせて線名も多摩川支線から現在の「相模原線」となった。この区間は用地買収に地元が協力的であったこと、区間が短いこともあり、京王帝都の自己資金で順調に工事が進んだ。開業後の輸送状況も好調であったことから、経営面でも負担にはならなかった。1972年3月の都市交通審議会答申第15号では「東京10号線」として橋本から多摩ニュータウン中央や調布を経由して新宿へ、さらに市ケ谷や神保町の東京都心部を東進して本八幡に到る、その後の京王相模原線・京王線・都営新宿線ルートの整備が定められ、さらに本八幡の先では千葉県内北西部を鎌ケ谷市北部から千葉ニュータウン印旛地区まで延伸され、東京の東西に整備される二つの巨大ニュータウンを結ぶこととなっていた。
しかし、京王よみうりランド駅から先の建設は進まなかった。当時の新聞に掲載されたところによると、多摩ニュータウンからのラッシュ時の輸送には、調布 - 新宿間を複々線化する必要があり、相模原線の建設費用410億円にあわせ複々線化の費用が数百億円も掛かるとされ、京王は採算が取れないとしていたためであった。また、多摩ニュータウン内では開発者以外の不動産事業が制限され、住宅の販売益で建設費用を賄うこともできないともしていた。小田急側も同じ言い分で多摩線の建設をストップしており、そんななかニュータウンの住民はバスで2km以上先の聖蹟桜ヶ丘駅に出るなどを余儀なくされていた。京王は東京都に対し、(1)鉄道用地の無償提供 (2)高架、橋りょうなどの付帯工事費の補助 (3)在来線改良事業への補助 を要求したが、都は「民間企業である私鉄へ用地を無償提供する考えは無い」とした。最終的には、日本鉄道建設公団が民鉄線を建設し、完成後に民鉄が25年で元利を償還する方策がとられた。いわゆるP線方式（公団民鉄線方式）の始まりである。これにより両線の工事は再開され、まず小田急が1974年6月に小田急永山駅まで、用地買収とオイルショックで工事が難航した京王も半年後の同年10月に京王多摩センター駅まで開業し、小田急も翌1975年に小田急多摩センター駅に到達した。

### 京王多摩センター駅までの開業後の混乱
京王よみうりランド駅 - 京王多摩センター駅間が開業した1974年当時、京王は次の各駅の乗降人員数を以下のように予測していた。
- 稲城駅：1,915人
- 若葉台駅：422人
- 京王永山駅：4,767人
- 京王多摩センター駅：3,512人

しかし、実際に開業してみると、以下のような結果となった。
- 稲城駅：980人
- 若葉台駅：280人
- 京王永山駅：7,165人
- 京王多摩センター駅：1,394人

つまり、予測に対して5割増しとなった京王永山駅以外はほぼ半分という状況で、京王の社内ではこれが問題となり、多摩ニュータウン側に苦情を申し入れた。これには多摩ニュータウン開発の遅れが影響していて、当時入居が進んでいたのは、永山駅に近接した諏訪団地と永山団地だけといった状況であり、多摩ニュータウンの人口は3万人に過ぎなかった。
多摩ニュータウン開発の遅れの原因としては、まず、第一次入居の直後に多摩市が、多摩ニュータウン側との小学校や中学校等の公共施設の費用負担の問題から、多摩ニュータウンの住宅建設の許可を出さず、住宅建設が中止されていたということがあった。結局これは東京都が事実上、学校の土地・建物の費用を多摩市に対して無償で負担するということで解決し、第二次入居にこぎつけることになった。しかし、この最中にオイルショックが起き、開発の遅れのもう一つの原因となっただけでなく、多摩ニュータウン計画そのものを変えてしまった。
1973年のオイルショックは日本経済を直撃し、高度成長期は終焉した。旺盛だった大都市への人口流入は沈静化し、それにより住宅需要も急速に冷え込んだ。第二次入居を始めた多摩ニュータウンでも、住宅不足を解決するための画一的な仕様・デザインの住宅は販売不振におちいり、入居がなかなか進まなかった。これをきっかけに多摩ニュータウンは、従来の「少しでも早く安く、計画的な良好な都市を大規模に提供する」という計画から、「時間をかけて理想的な都市を作る」という計画に転換し、多彩でデザイン性に優れた住宅が供給されていくことになった。
また、開業当時、京王永山駅および京王多摩センター駅では、当時の初乗り運賃である40円区間の乗車券の売れ行きが異常に多いと共に、その乗車券が回収されないという事態が発生した。これを不思議に思った電鉄側が車内検札を行ったところ、多くの利用客が新宿 - 聖蹟桜ヶ丘などの定期券を持っていた。相模原線が多摩ニュータウンへ乗り入れるまでは、多くの住民は聖蹟桜ヶ丘駅から京王線に乗っていたため、その定期券を悪用してキセルをしていたのであった。当時は自動改札機も導入されておらず、乗車券類は紙製のものであり、フェアスルーシステムもなかった。
相模原線の建設（新線の建設）は、経営に大きな問題を生じさせる結果にもなった。これは、路線免許申請時の1963年（昭和38年）時点では十分に採算が採れると予想されていたものが、その後10年間の社会情勢の変化により、不採算路線に変化してしまったためである。具体的には、前述のように多摩ニュータウンの入居人口が予想より少なかったこと、低廉な運賃水準では巨額の建設資金の回収ができなかったことに加えて、当初予想を大きく上回る建設費用・人件費などの上昇が原因である。1963年（昭和38年）頃、多摩ニュータウンが計画された当時の相模原線全線（調布 - 相模中野間29.4 km・車両費を含む）の建設費用は約110億円と想定されていたが、度重なる物価の上昇により1971年（昭和46年）時点で、橋本までの建設費用で300億円を超えることが想定されていた。実際、京王よみうりランド - 京王多摩センター間9.8 kmの建設費用は236億円（車両費を含まず）まで大きく膨れ上がってしまった（資料によっては建設費用を約278億円とするものもあり、このうち京王の負担額は166億円とされている）。このようなコスト増大が、その後、相模中野までの延長が断念された一因になっている。

### 多摩ニュータウン西部地区への延伸
1980年代に入ると、多摩ニュータウンでは西部地区にも開発が進展し、多摩ニュータウンの人口は1980年に6万人だったものが、1987年には10万人に達した。1980年には新宿駅（京王新線内） - 岩本町駅が延伸開業した都営新宿線との間で東大島駅までの直通運転が開始され、新宿以東の東京都心部と直結された京王相模原線の利便性はさらに向上した。多摩センター駅周辺で開発が進むなか、西部地区でも開発が進んで1983年に八王子市南大沢で入居が始まった。西部地区での鉄道開通前には、住民の足として南大沢から多摩センター駅までのバス路線が暫定的に運行された。
延伸にあたっては、現在の京王多摩センター駅と京王堀之内駅の間にあるゴルフ場「府中カントリークラブ」の敷地内を通過するため、問題が生じていた。工事着工にあたりクラブ側に補償金5億円を提示したが拒否され、10億8,800万円まで引き上げるほか、地下に長さ500メートルのトンネルを建設し、13・14番ホールの中間で地表に出る設計を提示して交渉にあたった。しかしクラブ側は、(1)13・14番ホールは地表に出る部分を隠すために土盛りや芝生植え替えなど大幅なコース改造が必要 (2)工事期間中、ビジター料金収入が大きく減少する として補償金のさらなる引き上げを求めた。ルート変更も困難であったことから、京王と日本鉄道建設公団は強制収用の準備にかかったが、最終的にはトンネル出口部分を短縮し、コースレイアウトの変更を行うことでクラブ側とは同意に至り、補償金10億8,800万円で和解した。1986年10月1日に「多摩センター第一トンネル」として着工、翌1987年に完成した。
この問題の解決により延伸計画は前進し、1987年3月に橋本駅まで一気に開業する予定で計画が進められたが、今度は橋本駅付近で土地取得が難航した。橋本駅の終端部分と入口部分の地権者が買収を頑なに拒んでいたのである。一方で入居が進む多摩ニュータウン西部地区ではその足の確保が急務となっていたことから、1988年5月21日に京王多摩センター駅 - 南大沢駅間が開業した。これにより、南大沢から多摩センター駅への暫定的なバス路線の運行は終了した。

### 橋本駅までの開業
橋本駅周辺の土地取得の問題は土地収用法の適用をもって解決し、1990年3月30日に南大沢駅 - 橋本駅間が開業し、相模原線は全通した。1968年の工事着工から22年目のことだった。翌年には快速列車が橋本駅から都営新宿線の本八幡駅までの直通運転を始め、神奈川県北部から千葉県北西部を結ぶ東西の大動脈となった。これにより都心への玄関口となった橋本駅の乗降人員は、1990年から1997年にかけて2倍に増えた。
橋本駅まで開通した翌年の1991年4月6日には、多摩境駅が開業した。多摩境駅は地元からの「請願駅」として設置され京王の負担を極力抑えている。多摩境駅の周辺は「多摩ニュータウン相原・小山土地区画整理事業」が施行されているが、京王と小田急は施行区域内を先行買収しており、多くの土地を所有していた。この地域では開発より前から土地を売りたいとする地権者が多く、多摩ニュータウン側から土地を買うように要請を受けてのことだった。
なお、多摩境駅の開業が全線開業より後になったのは理由があった。ニュータウン新線において建設費などに補助金が出るのはニュータウンの範囲内だけでなく、ニュータウンの範囲外でもニュータウン居住者が利用する場合において、ニュータウンの範囲の次の駅までが補助金の対象になる取り決めになっている。多摩境駅は多摩ニュータウン区域内にあるものの、当初は事業認可未了となっている区域であったため、この取り決めにおけるニュータウンの範囲として扱うのは難しかった。つまり、そのまま橋本駅と多摩境駅を同時に建設すると、多摩境駅がニュータウンの範囲の次の駅として扱われてしまうことから、橋本駅までの補助金が出ないことになってしまうのである。そのため、ニュータウンの範囲の次の駅を終点の橋本駅にして、橋本駅までの建設に補助金を当てようとしたためであった。
橋本より先の橋本 - 相模中野間については、用地の取得が難しいことや用地費、工事費の高騰などにより、京王単独での建設が非常に困難であるとして、1988年3月に京王は免許を返上した。したがって、津久井湖までの延伸はかなわず、相模原線は多摩ニュータウン住民や相模原市民の足として定着することになった。多摩境駅の開業をもって、若葉台駅から多摩境駅にかけての多摩ニュータウン内の全駅開業となり、1991年の多摩境駅開業時に15万人だった多摩ニュータウンの人口は、13年後の2004年に20万人を突破した。
なお、相模原線の建設費用に充てるため、京王多摩川 - 橋本間には、基本運賃に加えて乗車キロに応じた10円 - 80円の加算運賃が設定されていたが、相模原線建設事業費の回収が進捗しているとして、2018年（平成30年）3月17日に加算運賃の改定が行われた。その際に、京王多摩川 - 京王多摩センター間は加算運賃が廃止されたほか、残りの京王多摩センター - 橋本間の加算運賃が引き下げられた。その後、2019年（令和元年）10月1日には再度の改定により京王多摩センター - 多摩境間の加算運賃が廃止され、残った京王稲田堤以遠 - 橋本間利用時の加算運賃についても、2023年（令和5年）10月1日の運賃改定に合わせ廃止となった。

### 年表
- 1916年（大正5年）6月1日 - 調布駅 - 多摩川原駅（京王多摩川駅）間（1.0 km）開業。
- 1924年（大正13年）4月1日 - 調布駅 - 多摩川原駅間複線化。
- 1937年（昭和12年）5月1日 - 多摩川原駅を京王多摩川駅に改称。
- 1963年（昭和38年）8月4日 - 架線電圧を1,500 Vに昇圧。
- 1964年（昭和39年）
  - 1月20日 - 調布 - 相模中野（津久井湖付近）間の地方鉄道敷設免許を申請[4]。
  - 3月18日 - 運輸省（当時）の指導から、調布 - 京王多摩川間は工事方法変更の認可として、以降の区間は分割して京王多摩川 - 稲城中央（現・稲城駅）間の地方鉄道敷設免許を再申請、6月3日に免許を取得[4]。
- 1965年（昭和40年）1月19日 - 稲城中央 - 相模中野間の地方鉄道敷設免許を申請、翌1966年7月13日に免許を取得[4]。
- 1966年（昭和41年）10月12日 - 相模原線の建設工事に着手[40]。
- 1971年（昭和46年）4月1日 - 京王多摩川駅 - 京王よみうりランド駅間（2.7 km）開業。路線名を相模原線に改称。
- 1972年（昭和47年）10月 - 日本鉄道建設公団により、 京王よみうりランド駅 - 京王多摩センター駅の建設工事に着手[4]。
- 1974年（昭和49年）10月18日 - 京王よみうりランド駅 - 京王多摩センター駅間（9.8 km）開業[41]。
  - 複線開業の予定が、用地買収の難航により開業から数か月間は京王よみうりランド駅 - 稲城駅のうち約30 mは単線運転を行っていた[42]。
  - 稲城駅 - 若葉台駅間の一部区間で地権者が用地買収に応じず、取得に大きく時間を要したこと、オイルショックもあり、予定より半年遅れの開業となった[4]。
- 1982年（昭和57年）12月28日 - 京王多摩センター駅 - 橋本間の建設工事に着手[43]。
- 1988年（昭和63年）5月21日 - 京王多摩センター駅 - 南大沢駅間（4.5 km）暫定開業[29]。
- 1990年（平成2年）3月30日 - 南大沢駅 - 橋本駅間（4.4 km）開業（全線開通）[1]。
- 1991年（平成3年）4月6日 - 南大沢駅 - 橋本駅間に多摩境駅が開業[44]。
- 1997年（平成9年）12月24日 - 最高速度を105 km/hから110 km/hに引き上げ[45]。
- 2010年（平成22年）3月26日 - ATCの使用を開始[46]。
- 2012年（平成24年）8月19日 - 調布駅 - 京王多摩川駅間地下化。これにより、相模原線からすべての踏切がなくなった。
- 2013年（平成25年）2月22日 - 駅ナンバリングを導入[47]。
- 2017年（平成29年）2月28日 - 若葉台駅 - 多摩境駅間のトンネル内で携帯電話の利用が可能となる[48]。

## 運転
都営地下鉄新宿線 - 京王線 - 相模原線（本八幡駅 - 橋本駅間）は、都市交通審議会答申第10号で「10号線」として位置付けられていることもあり、1980年3月から相互直通運転を実施している。当初、京王電鉄の車両が主に快速として都営新宿線岩本町駅 - 相模原線京王多摩センター駅間、都営地下鉄の車両が都営新宿線 - 京王線笹塚駅間で運行されていたが、順次その範囲は拡大され、現在は京王・都営地下鉄の車両とも全区間を運行している。今は相模原線だけでなく京王線方面でも都営新宿線への乗り入れ運転を実施している。
1992年5月には京王線新宿駅 - 橋本駅間の特急が設定されたが、相模原線内での停車駅が調布駅・京王多摩センター駅・橋本駅と少なく、調布駅での各駅停車への接続廃止後は相模原線の特急通過駅では使いにくい上、新宿駅 - 調布駅間では急行の後追い運転であり京王線系統の特急よりも所要時間がかかることもあって、2001年3月のダイヤ改定で一度廃止され、代わりに急行が設定された。急行は、特急の相模原線内の停車駅に京王稲田堤駅・京王永山駅・南大沢駅を追加し、都営新宿線の急行と結んで本八幡駅 - 橋本駅（一部を除く）間の運転とした。これにより京王稲田堤駅・京王永山駅・南大沢駅を通過する営業列車は消滅した。またこのダイヤ改正から急行・快速は、調布駅で京王線系統の特急・準特急と接続し、乗り換えた場合は明大前駅・新宿駅との所要時間が短縮された。2013年2月22日のダイヤ改定より特急が復活し、相模原線内の停車駅が急行と同じになった。
2015年9月25日から2022年3月11日まで京王線新宿駅 - 橋本駅間の準特急が設定されていた。
2018年2月22日より京王線新宿駅 - 橋本駅間の下り方向に、初の座席指定列車である京王ライナーが設定された。
かつては列車の車両数を調節するため、朝のラッシュ後と夕方のラッシュ前の時間帯を中心に若葉台駅で車両交換を行う列車があったが、2006年9月以降は若葉台駅を行き先として表示するようになったため、このような車両交換はなくなった（車両故障時などは除く）。車両交換の案内は、相模原線内での車内放送のほか電光行先案内板の備考（2005年3月25日時点では電光行先案内板のあった京王稲田堤駅・京王永山駅・京王多摩センター駅・南大沢駅・橋本駅のみ）に表示されていた。
2022年3月12日のダイヤ改正で準特急が特急に統合される形で廃止された。

### 運転の歴史
- 1980年（昭和55年）3月16日 - 都営新宿線新宿駅 - 岩本町駅間開業。岩本町駅 - 京王多摩センター駅間で相互直通運転開始（都営車は笹塚駅まで）。
- 1987年（昭和62年）12月20日 - 京王車の乗り入れ区間を都営新宿線大島駅まで、都営車の乗り入れ区間を京王多摩センター駅まで延長（その後、都営車の乗り入れ区間は相模原線の延伸と共に延長）。
- 1991年（平成3年）9月1日 - 京王車の乗り入れ区間を本八幡駅へ延長。
- 1992年（平成4年）5月28日 - 京王線新宿駅 - 橋本駅間の特急運転開始[49]。
- 2001年（平成13年）3月27日 - 京王線新宿駅 - 橋本駅間の特急廃止、急行の運転開始。
- 2005年（平成17年）3月25日 - 平日朝ラッシュ時の新宿方面急行系列車がほぼすべて10両編成に統一され、また平日夜間時間帯の急行が増発された（詳細は後述）。
- 2006年（平成18年）9月1日 - 都営新宿線直通列車のほぼすべてが10両編成化され、相模原線内折り返し各駅停車もすべて8両編成化された（詳細は後述）。
- 2010年（平成22年）3月19日 - 日中の快速・各駅停車がすべて10両編成化される。
- 2013年（平成25年）2月22日 - ダイヤ改定により特急が復活し、通勤快速が区間急行に変更となる[50]。
- 2015年（平成27年）9月25日 - ダイヤ改正により準特急を新設[51]。日中の区間急行・快速の一部が8両編成化される。
- 2018年（平成30年）2月22日 - ダイヤ改正により京王ライナーを新設[52]。
- 2022年（令和4年）3月12日 - ダイヤ改正で準特急を廃止[53]。

### 列車種別

#### 京王ライナー
京王線新宿駅 - 橋本駅間で運行される座席指定列車。2018年2月22日実施のダイヤ改正から下り方向のみで運転を開始し、2019年2月22日実施のダイヤ改正からは上り列車京王線新宿行きの運行も開始された。途中停車駅は、京王永山駅・京王多摩センター駅・南大沢駅で、相模原線内の京王永山駅以西は特急・急行と同じ停車駅となるが、京王線新宿駅・明大前駅 - 京王永山駅間は全て通過する。車両については、全て京王5000系のみで運転されている。橋本発新宿行きは、平日朝5時 - 8時台に7本が、土休日朝8時台 - 11時台に4本がそれぞれ運転される。また、2024年3月16日実施のダイヤ改正で京王多摩センター発新宿行きが平日朝9時台に1本が設定されたが、2025年3月15日のダイヤ改正で橋本始発に延長された。新宿発橋本行きは、平日は16時40分発から23時20分発まで、約20分 - 60分間隔で運転される。土曜・休日は10時15分発と、15時20分発から23時00分発まで約20分 - 60分間隔の運転となる。
乗車には座席指定券410円が必要となるが、下り列車については京王永山駅以遠の停車駅から乗車する場合は座席指定券無しでそのまま乗車できる。

#### 特急
2013年2月22日のダイヤ改定から京王線新宿駅 - 橋本駅間で運転を復活した種別で、相模原線特急としては実質2代目である。2001年の初代特急廃止後、神奈川県鉄道輸送力増強促進会議は相模原線の特急の復活を要求しており、2013年に12年ぶりに復活することになったものである。
途中停車駅は、笹塚駅・明大前駅・千歳烏山駅・調布駅・京王稲田堤駅・京王永山駅・京王多摩センター駅・南大沢駅で、相模原線内は急行と同じ停車駅となる。京王電鉄の車両のみで運転されている。京王線新宿駅 - 橋本駅間の運転が基本だが、日中は京王多摩センター駅 - 橋本駅間では各駅停車（各停）として運転されている。また、平日・土休日共に朝には京王多摩センター発京王線新宿行も設定されている。
2019年2月22日ダイヤ改正より、京王多摩センター駅を境に種別を各停へ変更する列車が設定された。（対象列車は京王永山駅 - 橋本駅間で実質各駅停車となるが、種別変更は京王多摩センター駅で行う。）
2022年3月12日ダイヤ改正では準特急と統合され、京王線内の停車駅に笹塚・千歳烏山が追加されたほか、今まで準特急として運転されていた列車が特急に置き換わり、日中時間帯は全ての列車が京王多摩センター駅を境に種別を各停に変更するようになった。

#### 急行
2001年3月27日のダイヤ改正で初代特急廃止と引き換えに運行を開始した。以前の特急の停車駅に京王稲田堤駅・京王永山駅・南大沢駅を追加した形であるが、初代特急運転開始前の快速から京王多摩川駅と京王よみうりランド駅を除いたともいえる停車駅設定となった。
平日は朝と夕方のみの運転で、都営新宿線 - 橋本駅間と京王線新宿駅 - 橋本駅間の2区間で設定されている。その他にも都営新宿線 - 京王多摩センター駅間や、京王線新宿発京王多摩センター行も設定されている。2015年9月25日のダイヤ改正より、日中は代わりに準特急が運転されている。都営新宿線本八幡駅 - 京王相模原線橋本駅の全区間を急行として運転する列車は土休日のみの運行で、朝の下りに本八幡発急行橋本行、夕方の上りに橋本発急行本八幡行がそれぞれ1本設定されている。
2013年2月22日ダイヤ改定前は、かつて相模原線急行の多くが20分間隔で、京王線・京王新線経由で都営新宿線本八幡駅（土曜・休日ダイヤの一部は大島駅）まで直通運行されていた。都営新宿線直通は、2006年9月のダイヤ改定後は朝の一部列車に都営車8両が使用される以外は10両編成での運行となった。また、平日の朝ラッシュ時および夕方には京王線内のみ急行で都営新宿線内は各駅停車として運行する列車があったほか、平日の夕方以降には調布駅 - 橋本駅間は急行、本八幡駅 - 調布駅間は快速として運転される列車もあった。朝と夕方から夜間には京王線新宿駅発着の急行も運行されていたが、朝のラッシュ時と平日夕方の京王線新宿 - 橋本駅間の列車は主に10両編成であった。京王閣競輪開催時には、京王多摩川駅に臨時停車していた。
かつては都営新宿線内各駅停車の急行の場合、上り列車の行先・種別表示は京王線内では「急行 新線新宿」（都営10-000形・10-300R形は「急行 新宿」）と表示、下り列車は都営新宿線内では「各停 橋本」（10-000形では種別表示はない）、駅の発車案内板には「普通 橋本」と表示された。かつて6000系では誤乗防止の観点から京王新線・都営新宿線方面行は、緑地の方向幕で表示されていた。そのため7000系の方向幕車では緑地で表示される（7721F-7725FではそれらがすべてLED式に更新されている）。
2018年2月22日ダイヤ改正より、京王多摩センター駅を境に種別を各停に変更する列車が設定された（対象列車は京王永山駅 - 橋本駅間で実質各駅停車となるが、種別変更は京王多摩センター駅で行う）。都営新宿線直通列車は一部を除いて新線新宿駅でも種別変更を行うため、急行には種別変更を2回行う列車も存在する。

#### 区間急行
2013年2月22日のダイヤ改定で、通勤快速から改称された。都営新宿線直通列車と京王線新宿駅発着列車があり、前者は平日の日中と土曜・休日のほぼ終日にわたり20分間隔で運転、後者は朝と深夜のみ運転される。上りは橋本発のほかに京王多摩センター発・深夜の桜上水行があり、下りは橋本行と京王多摩センター行がある。現在のダイヤでは、都営新宿線 - 京王多摩センター駅・橋本駅間の設定のほかに、京王線新宿駅 - 橋本駅間、京王線新宿発京王多摩センター行、橋本・若葉台発桜上水行も設定されている。京王線新宿発着の多くの列車と都営新宿線直通の全列車が10両編成で運行される。日中は調布駅で府中方面の特急と連絡し、京王多摩センター駅で各駅停車橋本行（京王多摩センターまで特急）に接続する。2020年2月22日のダイヤ改正で平日日中の準特急の一部が京王多摩センター駅 - 橋本駅間で各駅停車となったため、京王多摩センター駅で折り返す列車も設定されるようになった。2022年3月12日のダイヤ改正では平日・休日ともに準特急と統合した特急の日中に運転される全列車が京王多摩センター駅 - 橋本駅間で各駅停車となったため、それに合わせて区間急行も日中の全列車が京王多摩センターで折り返すように変更された。2025年3月15日改正では平日日中の発着駅が快速と入れ替わり、当該時間帯に再び橋本駅発着が設定された。
2023年現在では、一部列車が都営新宿線内急行で運転されている。以前は、相模原線を含む京王線内では、京王車は『区急｜新線新宿』→『新線新宿から急行本八幡行（もしくは急行大島行）』→『都営新宿線直通』といった形で切り替えて表示していた。都営車では切り替え表示機能が無いため、『区急（区間急行）｜（新線）新宿』と固定表示された。いずれも新線新宿駅到着時に『急行｜本八幡』と表示を変更する。
そのほかの列車は快速と同じく都営新宿線内は各駅停車で運転されている。この場合、例えば本八幡行では京王線内で『区急(快速)｜本八幡』と表示し、新線新宿駅到着時には『各停｜本八幡』に変更される。

#### 快速
京王多摩川 - 京王よみうりランド駅間開業前の多摩川支線時代より運行されていたが、相模原線内は各駅に停車していた。1974年10月18日の京王よみうりランド駅 - 京王多摩センター駅間の開業時から1992年5月28日の初代特急運転開始時までは相模原線内でも快速運転をしていた（設定当時の停車駅は調布駅・京王多摩川駅・京王稲田堤駅・京王よみうりランド駅・京王永山駅・京王多摩センター駅）。1988年5月21日の京王多摩センター駅 - 南大沢駅間開業時は、快速は京王多摩センター駅発着、通勤快速は南大沢駅発着で、1990年3月30日に運転区間が橋本駅まで延長された後、1991年4月6日から南大沢駅が停車駅に加わった。初代特急の運転開始後は、現行の相模原線内各駅停車に改められている。その後初代特急は2001年に廃止され、初代特急運転開始前の快速停車駅から京王多摩川駅と京王よみうりランド駅を除いた急行が運転開始されることとなった。
2013年2月21日までは、日中・深夜は京王線新宿駅発着で運行され、土休日の朝と夕方以降は都営新宿線に直通し、大島駅・本八幡駅発着で運転されていた。このほか、平日の夕方以降には相模原線内急行・京王線内快速という列車もあった。基本は橋本駅発着だが、一部に若葉台駅・京王多摩センター駅発着もあり、一部の若葉台駅発着を除いて、橋本駅発着の各停との接続が行われていた。また2012年8月19日の調布駅地下化によるダイヤ改定により、早朝時間帯に若葉台発快速つつじヶ丘行が登場した。調布駅での折り返しができなくなったことに伴い、この列車は折り返し設備のあるつつじヶ丘駅まで営業運転して、到着後はそのまま調布方面へ回送として折り返していた。また、終点のつつじヶ丘駅では後続の新宿行の快速・通勤快速に接続していた。
2013年2月22日のダイヤ改定では、調布駅で橋本駅発着の特急と接続する京王線新宿駅発着列車が中心となった。都営新宿線直通列車は大幅に本数が減らされ、平日は夕方に上り4本・深夜に下り1本、休日は朝に下り3本・夜に下り9本が設定されていた。基本的には本八幡駅 - 橋本駅間の運行であったが、平日上り1本のみ若葉台発本八幡行であった。夕方と深夜には新宿発京王多摩センター行、早朝と夜間以降には上りの桜上水行・つつじヶ丘行もあった。
2015年9月25日改正のダイヤでは、平日の日中と土休日のほぼ終日に20分間隔で本八幡駅 - 橋本駅間（一部は若葉台駅・京王多摩センター駅発着）の列車が設定されたが、土休日のみ京王線新宿駅 - 橋本駅間の列車も設定された。また、橋本発つつじヶ丘行も設定されていた。
2025年3月15日のダイヤ改正では、平日日中の列車が笹塚駅 - 調布駅間で先着するようになった。また、区間急行と発着駅が入れ替わり、快速が京王多摩センター駅発着となった。
現在では、日中は20分間隔で本八幡駅 - 京王多摩センター駅・橋本駅間の列車が設定されている。京王線新宿発着のほぼ全ての列車と都営新宿線直通の全列車が10両編成で運行される。かつては、都営車8両による運転もあった。日中は調布駅で府中方面の特急と連絡する。相模原線内は特急に抜かれることなく先着する。平日の夕方・深夜、土休日の深夜に橋本発つつじヶ丘行きも運行されている。
※急行、区間急行、快速の京王線内の停車駅は、京王線の記事中の「駅一覧」を参照。

#### 各駅停車
2013年2月22日のダイヤ改定により、平日は朝夕のみ、土曜・休日は早朝と深夜のみ運転となった。それ以外の時間帯は、相模原線内各駅停車の区間急行・快速が運転され、各駅停車を補完している。2015年9月25日改正のダイヤでは平日夕方に新宿駅 - 橋本駅間の列車が主に設定されたが、その他にも若葉台駅・京王多摩センター駅発着も設定された。本八幡発若葉台・橋本行や橋本・若葉台発本八幡行きも設定されていた。
京王多摩センター発橋本行の各停はすべて調布方面から列車と接続している。
2013年2月21日以前は終日設定があり、朝ラッシュ時を中心に新宿方面へ直通する列車も設定された一方、日中以降は大部分が相模原線内の区間で折り返し運転を行なっていた。相模原線内のみの列車は、調布駅で上りは京王八王子方面からの、下りは京王八王子方面行の各駅停車と接続を取っていた。
また、2006年9月のダイヤ改定までは日中を中心に6両編成での運転があったが、この改定以降、日中は都営新宿線直通列車に10両編成の京王電鉄の車両が重用されたことによる距離調整のため、都営地下鉄の車両による8両編成での運転となり、6両編成での運転がなくなった。このため、主に相模原線内列車のみの運用に使われていた6000系5扉車の6721Fは運用を離脱した。2010年3月19日のダイヤ修正では日中の列車はすべて10両編成化され、都営地下鉄の車両を含む8両編成は夕方以降に見られるようになった。
相模原線内運転の列車は、調布駅付近の地下化以前は、調布駅にて本線上を利用して折り返しが行われていた。2012年8月19日の調布駅付近地下化以降はつつじヶ丘駅まで一度回送して、つつじヶ丘駅構内で折り返していた。
2018年2月22日ダイヤ改正より、一部の準特急及び急行は京王多摩センター駅で種別を各駅停車に変更する列車が設定された。
2019年2月22日ダイヤ改正より、一部の特急にも京王多摩センター駅で種別を各駅停車に変更する列車が設定された。
2022年3月12日ダイヤ改正より日中に運転される特急の全列車と一部の急行が京王多摩センター駅で種別を各駅停車に変更するようになった。

### 運行本数
2025年3月15日改正時点のダイヤで日中1時間あたりの運行本数は、以下のようになっている。
| 種別＼駅名 | 種別＼駅名 | 京王線直通  | 調布 | …   | 京王多摩センター | 京王多摩センター | …   | 橋本 |     |
| ---------- | ---------- | ----------- | ---- | --- | ---------------- | ---------------- | --- | ---- | --- |
| 運行範囲   | 特急       | ←京王線新宿 | 3本  | 3本 | 3本              | 3本              | 3本 | 3本  | 3本 |
| 運行範囲   | 区間急行   | ←本八幡     | 3本  | 3本 | 3本              | 3本              | 3本 | 3本  | 3本 |
| 運行範囲   | 快速       | ←本八幡     | 3本  | 3本 | 3本              |                  |     |      |     |

| 種別＼駅名 | 種別＼駅名 | 京王線直通  | 調布 | …   | 京王多摩センター | 京王多摩センター | …   | 橋本 |     |
| ---------- | ---------- | ----------- | ---- | --- | ---------------- | ---------------- | --- | ---- | --- |
| 運行範囲   | 特急       | ←京王線新宿 | 3本  | 3本 | 3本              | 3本              | 3本 | 3本  | 3本 |
| 運行範囲   | 区間急行   | ←本八幡     | 3本  | 3本 | 3本              |                  |     |      |     |
| 運行範囲   | 快速       | ←本八幡     | 3本  | 3本 | 3本              | 3本              | 3本 | 3本  | 3本 |

### 廃止された種別

#### 特急（1992 - 2001）
1992年5月28日 - 2001年3月26日の間に運転されていた。当時はほとんどの列車が京王線内では急行を追尾するダイヤとなっていたため、京王線新宿駅 - 調布駅間の所要時間は急行と大差なかったが、京王多摩センター駅で先行する快速を追い抜いて、（設定当初の下りのみ調布駅でも後続の各停に接続）通過する各駅へのフォローも行い、相模原線の主力種別であった。相模原線内では京王多摩センター駅以外の途中駅は、すべて通過となっていた。
1992年以前にも京王多摩川駅を最寄りとする京王閣競輪開催時には、レース終了後に京王多摩川発京王線新宿行の特急が運転されていた（車両は、1984年以前は京王よみうりランド駅折り返し、京王よみうりランド駅 - 京王多摩川駅間は回送運転、1984年以降は若葉台駅出庫で京王多摩川駅までは回送運転とされていた）。なお、1992年5月以降は競輪終了時に上り特急の一部列車を京王多摩川駅に臨時停車させることで、利用客への便宜を図っていた。この臨時停車は現在の特急にも引き継がれている。

#### 通勤快速
2013年2月22日ダイヤ改定まで運転されていた種別。平日朝ラッシュ時および深夜時間帯下りのみ運転となっていた。都営新宿線直通列車と京王線新宿駅発着列車がある。上りには橋本発のほかに京王多摩センター始発があり、下りは橋本行き、京王多摩センター行き、若葉台行きがあった。多くは10両編成だが、平日朝の都営新宿線直通には都営車8両編成も使用されていた。同ダイヤ改定で区間急行に改称されて消滅した。

#### 準特急
2015年9月25日ダイヤ改正で新設された。途中停車駅は、笹塚駅・明大前駅・千歳烏山駅・調布駅・京王稲田堤駅・京王永山駅・京王多摩センター駅・南大沢駅で、現在の特急停車駅と同じである。京王線新宿駅 - 橋本駅間の運転が基本で、平日朝に京王線新宿発京王多摩センター行も設定されていた。
2018年2月22日ダイヤ改正より、京王多摩センター駅を境に種別を各停へ変更する列車が設定された（対象列車は京王永山駅 - 橋本駅間で実質各駅停車となるが、種別変更は京王多摩センター駅で行う）。
2022年3月12日のダイヤ改正で特急に統合される形で廃止された（実質的には特急が廃止され、準特急を特急に改名した）。

### 女性専用車
平日朝7:30 - 9:30に京王線新宿駅または新線新宿駅に到着する上り特急・急行・区間急行（急行・区間急行のうち、都営新宿線に直通する電車も含む）の進行方向先頭（本八幡寄り）車両が女性専用車になる。実施区間は新宿線本八幡方向を含めた全区間で、この時間に運転される特急・急行・区間急行および都営新宿線直通はいずれも10両編成で運行されるが、運用の乱れによって8両編成が充当される場合は設定されない。

## 車両

### 現用車両
- 5000系（2代目）
- 9000系
- 8000系
- 7000系

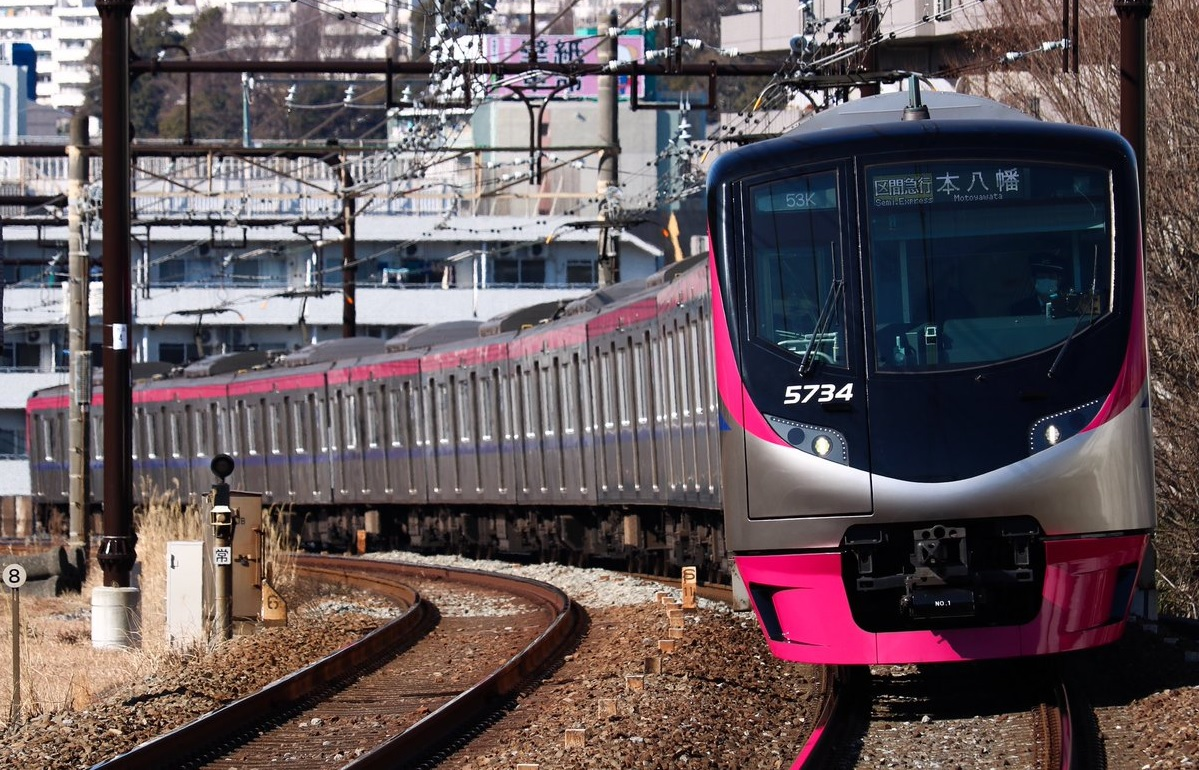
5000系
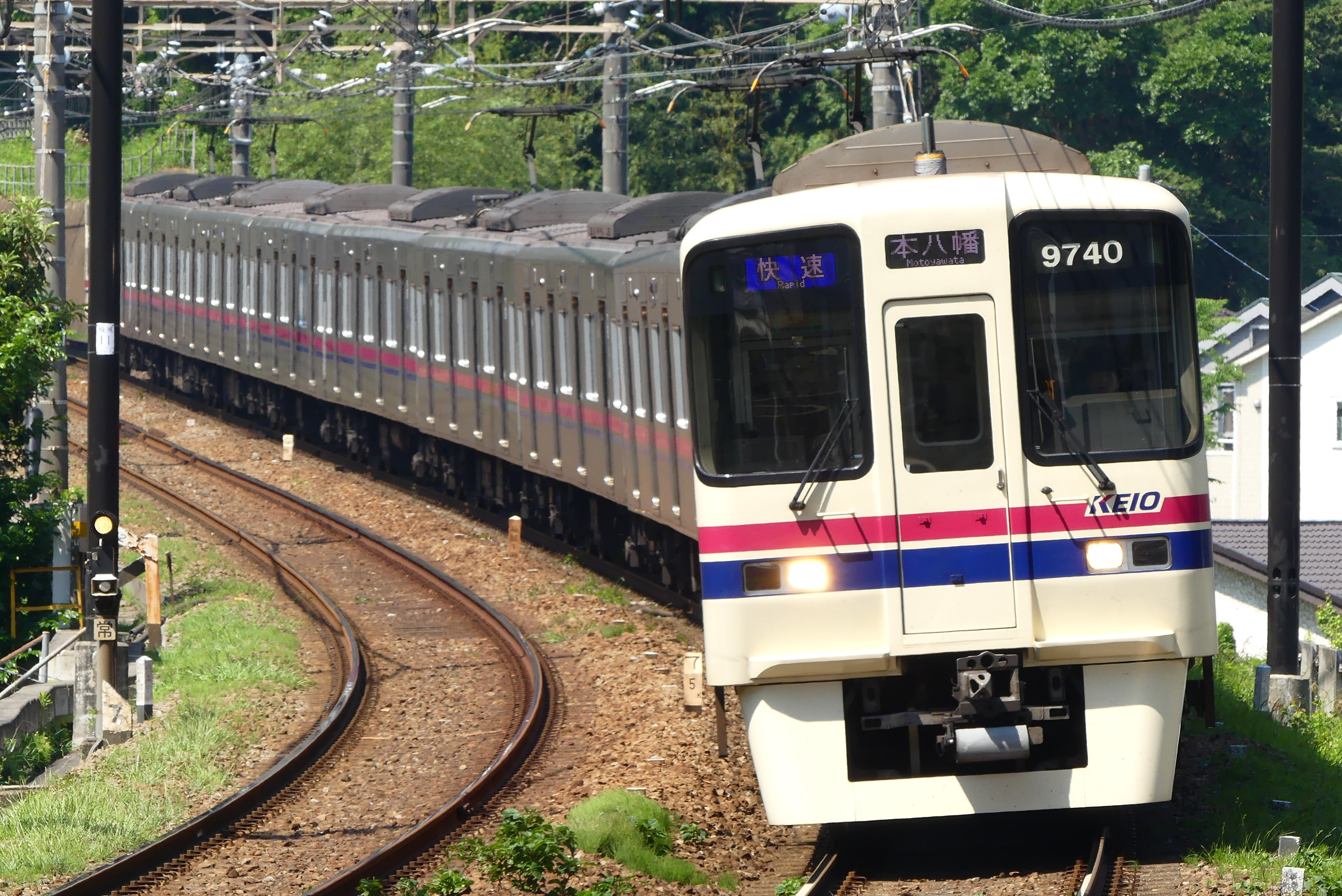
9000系
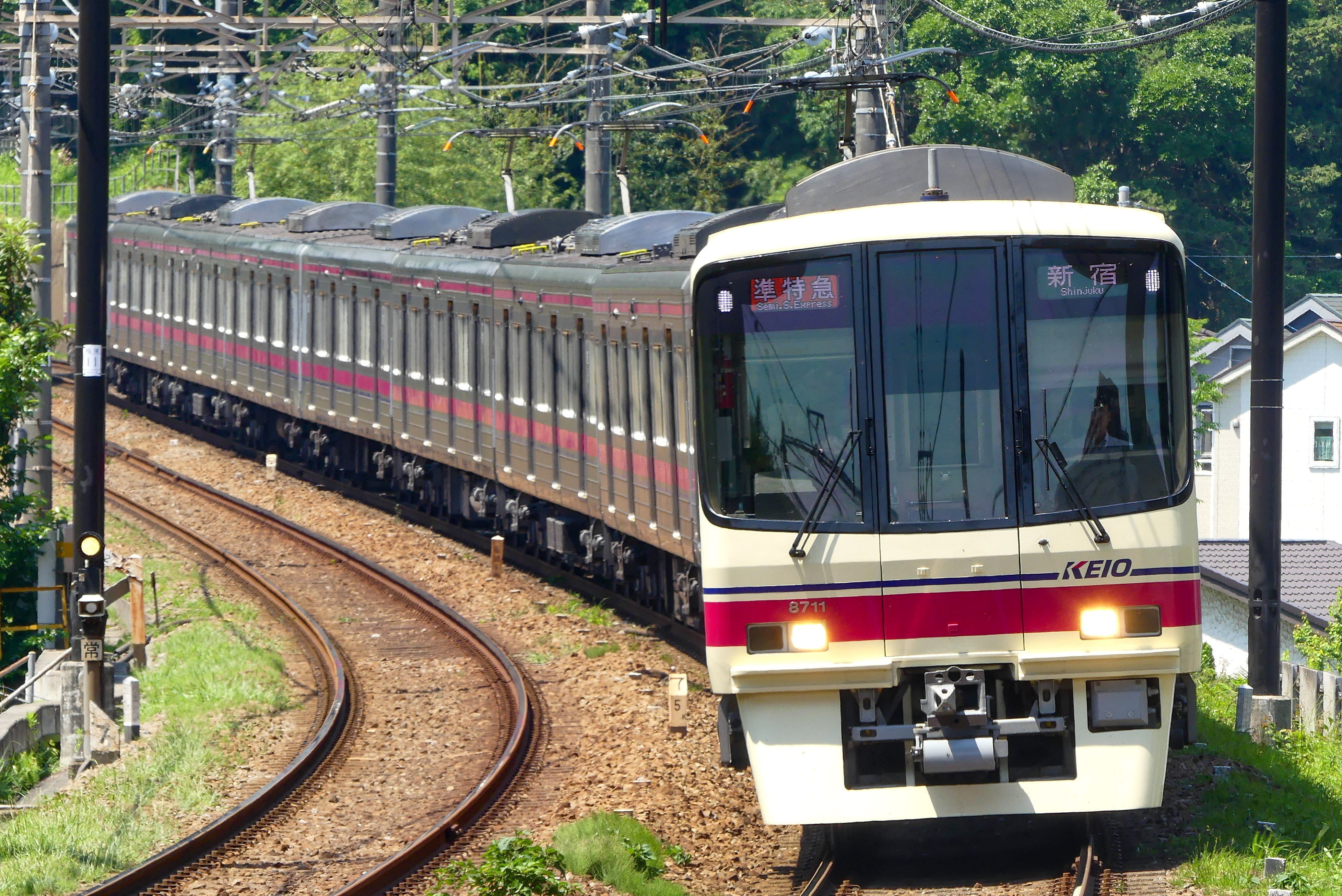
8000系
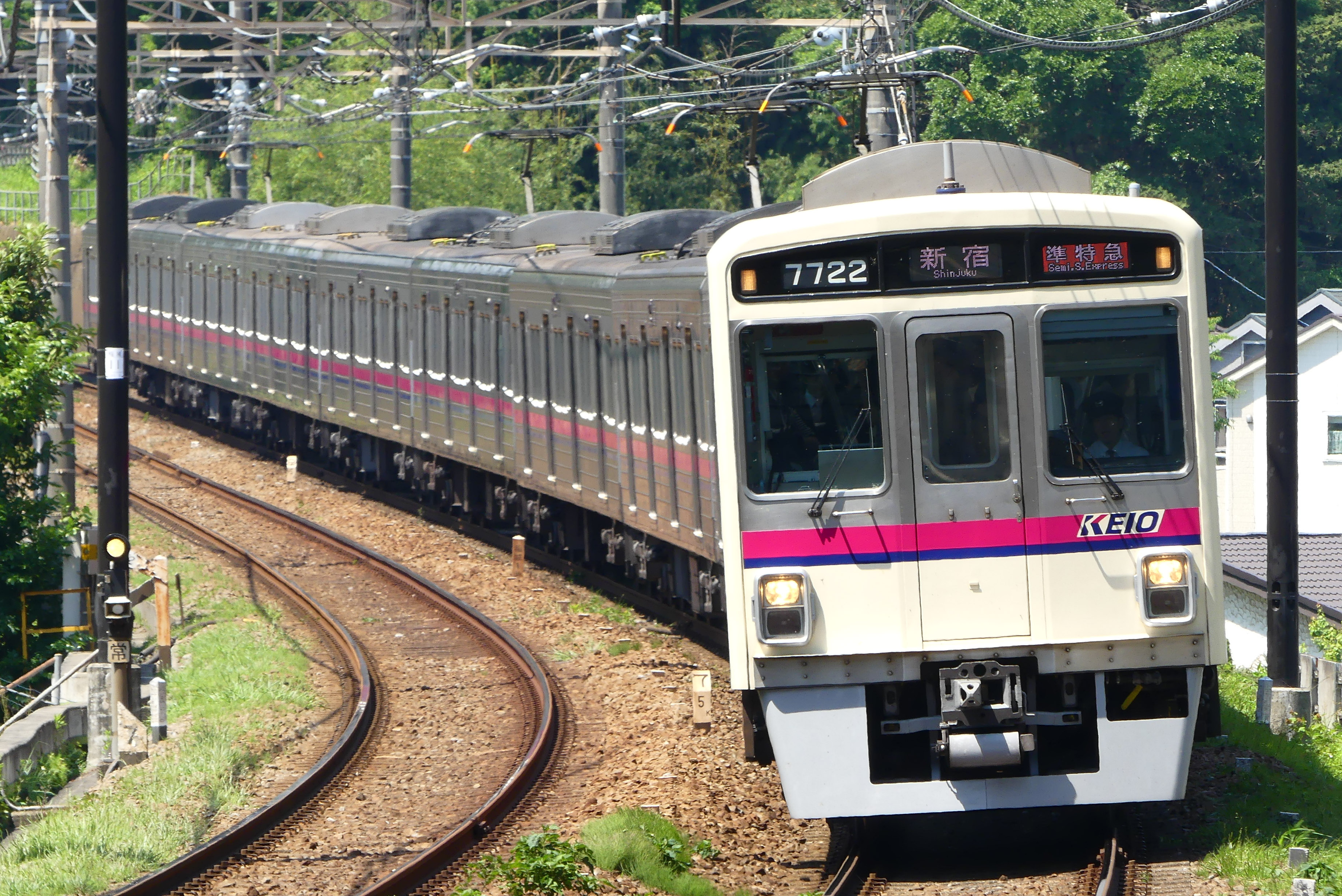
7000系

### 乗り入れ車両
- 東京都交通局
  - 10-300形

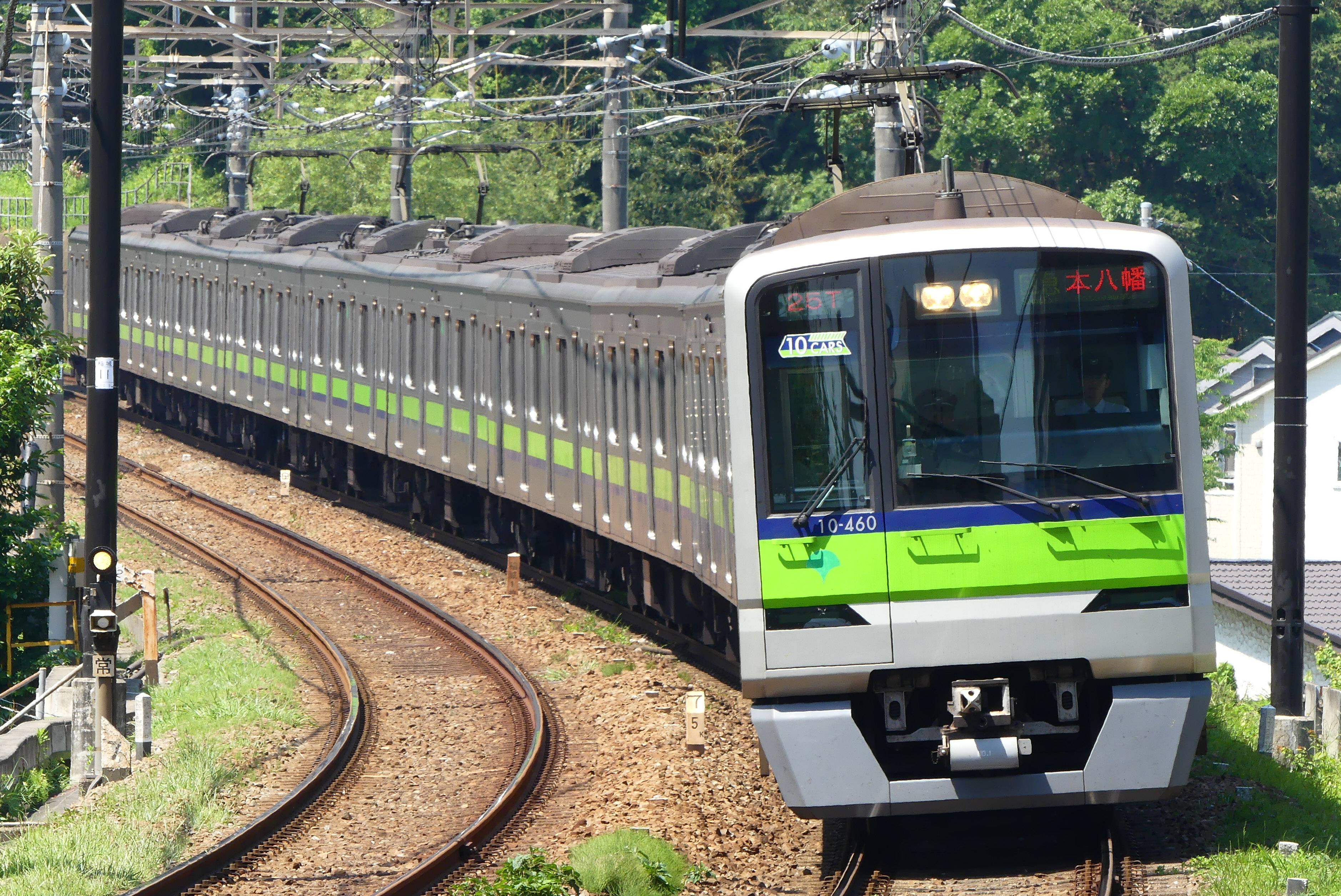
10-300形（1・2次車）
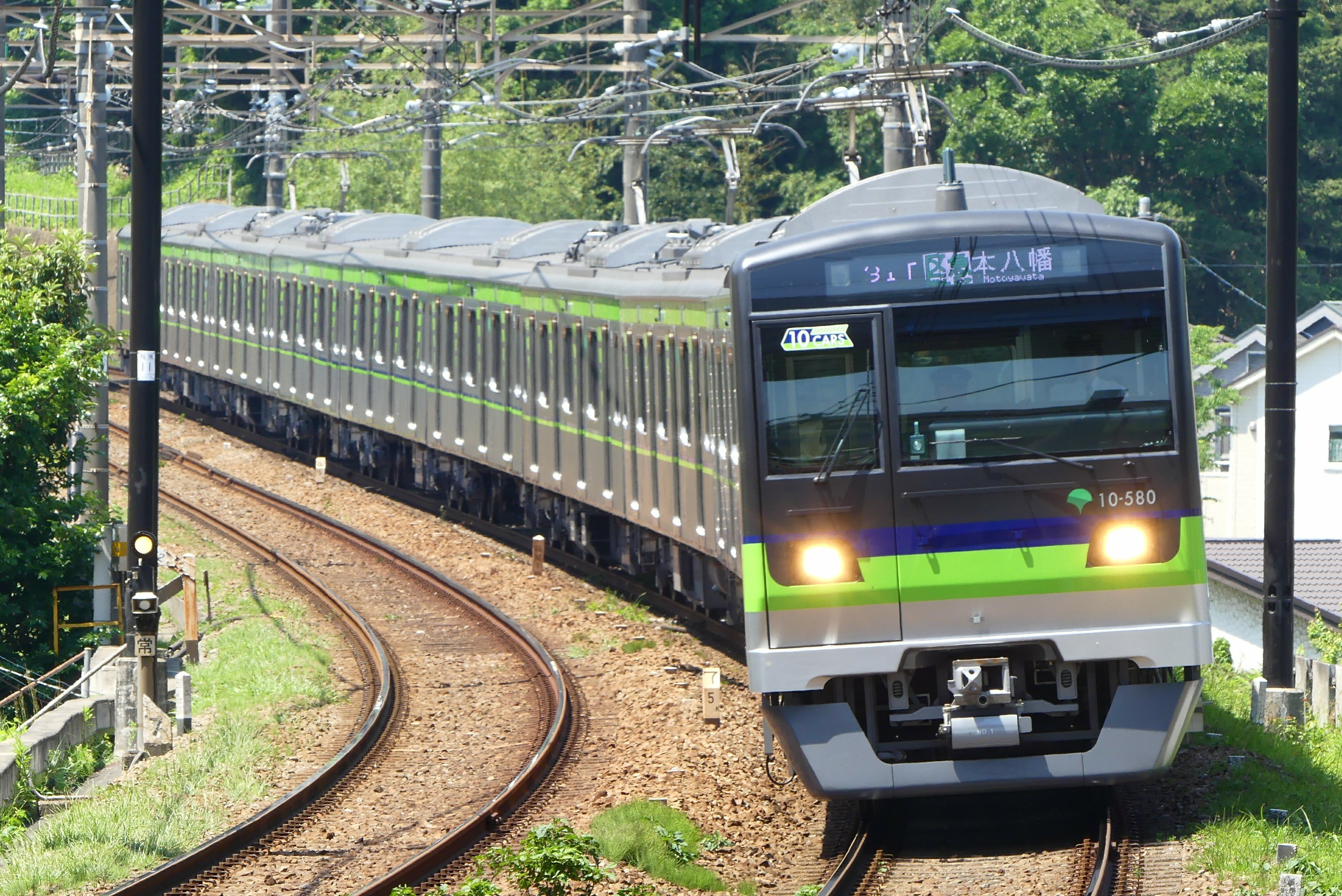
10-300形（3次車以降）

## 駅一覧
- 停車駅 … ●：停車、◇：イベント開催時等に一部が臨時停車。▽:イベント開催時等やダイヤ混乱時に一部が臨時停車。｜：通過。各駅停車・快速・区間急行は各駅に停車するため省略。
- #印：上下待避可能駅

| 駅番号 | 駅名                                                  | 駅間キロ | 累計キロ | 累計キロ | 急行 | 特急 | 京王ライナー | 接続路線 | 所在地                 | 所在地                 |
| 駅番号 | 駅名                                                  | 駅間キロ | 調布から | 新宿から | 急行 | 特急 | 京王ライナー | 接続路線 | 所在地                 | 所在地                 |
| ------ | ----------------------------------------------------- | -------- | -------- | -------- | ---- | ---- | ------------ | --- | ---------------------- | ---------------------- |
| KO18   | 調布駅                                                | -        | 0.0      | 15.5     | ●    | ●    | ｜           | 京王電鉄： 京王線（各駅停車・急行の一部を除く全列車が新宿方面直通）                                               | 東京都 調布市          | 東京都 調布市          |
| KO35   | 京王多摩川駅                                          | 1.2      | 1.2      | 16.7     | ◇    | ◇    | ｜           | | 東京都 調布市          | 東京都 調布市          |
| KO36   | 京王稲田堤駅                                          | 1.3      | 2.5      | 18.0     | ●    | ●    | ｜           | 東日本旅客鉄道： 南武線（稲田堤駅:JN 16）                                                                         | 神奈川県 川崎市 多摩区 | 神奈川県 川崎市 多摩区 |
| KO37   | 京王よみうりランド駅                                  | 1.4      | 3.9      | 19.4     | ◇    | ◇    | ◇            | | 東京都 稲城市          | 東京都 稲城市          |
| KO38   | 稲城駅 （駒沢女子大学 最寄駅）                        | 1.6      | 5.5      | 21.0     | ｜   | ｜   | ｜           | | 東京都 稲城市          | 東京都 稲城市          |
| KO39   | 若葉台駅                                              | 3.3      | 8.8      | 24.3     | ▽    | ▽    | ◇            | 車庫所在駅 | 神奈川県 川崎市 麻生区 | 神奈川県 川崎市 麻生区 |
| KO40   | 京王永山駅                                            | 2.6      | 11.4     | 26.9     | ●    | ●    | ●            | 小田急電鉄： 多摩線（小田急永山駅:OT05）                                                                          | 東京都                 | 多摩市                 |
| KO41   | 京王多摩センター駅# （サンリオピューロランド 最寄駅） | 2.3      | 13.7     | 29.2     | ●    | ●    | ●            | 小田急電鉄： 多摩線（小田急多摩センター駅:OT06） 多摩都市モノレール： 多摩都市モノレール線（多摩センター駅:TT01） | 東京都                 | 多摩市                 |
| KO42   | 京王堀之内駅                                          | 2.3      | 16.0     | 31.5     | ｜   | ｜   | ｜           | | 東京都                 | 八王子市               |
| KO43   | 南大沢駅 （東京都立大学 最寄駅）                      | 2.2      | 18.2     | 33.7     | ●    | ●    | ●            | | 東京都                 | 八王子市               |
| KO44   | 多摩境駅                                              | 1.9      | 20.1     | 35.6     | ｜   | ｜   | ｜           | | 東京都                 | 町田市                 |
| KO45   | 橋本駅 （スリーボンド 最寄駅）                        | 2.5      | 22.6     | 38.1     | ●    | ●    | ●            | 東日本旅客鉄道： 横浜線 (JH 28)・■相模線                                                                          | 神奈川県 相模原市 緑区 | 神奈川県 相模原市 緑区 |

◇・▽印の臨時停車の解説
- 京王多摩川駅：京王閣競輪場・調布市花火大会の開催日に、開催時間に合わせて臨時停車。
- 京王よみうりランド駅：よみうりランドでのジュエルミネーションの開催日に、開催時間に合わせて臨時停車。
- 若葉台駅：テレビ朝日若葉台メディアセンターでのイベント開催日に、開催時間に合わせて臨時停車。

### 新駅構想など

#### 坂浜新駅（仮称）構想
稲城駅 - 若葉台駅間の中間地点付近に、沿線の稲城市坂浜・平尾地区の土地区画整備の一環として坂浜新駅（仮称）を設置する構想があるが採算性が見込めず実現には至っていない。
稲城市では、稲城駅に急行を停車させる政策を掲げ、京王電鉄に働きかけを行っている。

#### 橋本駅移設構想
橋本駅南口付近にリニア中央新幹線の新駅が設置されることを受けて、相模原市は橋本駅南口地区の約13.7haの土地区画整理事業を京王線橋本駅移設を前提に行うことを決定した。2022年（令和4年）に相模原市が発表した資料によると、JR橋本駅とリニア新駅の間に交通広場などを設けて、京王線橋本駅を現在の位置より南側に移設することが検討されている。

## 付記
京王多摩川 - 橋本間は、開通が1970年代以降と比較的新しいため、カーブが従来線より少ない。調布駅周辺の地下化工事の完了後は全線に渡って踏切が存在しない。
以前は調布駅で相模原線と京王線は相模原線上り線と京王線下り線が平面交差していたため同駅がダイヤ設定上のボトルネックとなっていたが前述の通り国領 - 西調布・京王多摩川間の地下化工事が完了し、調布駅は地下2層構造のホームとなり、ボトルネックが解消された。
京王永山 - 京王多摩センター間は小田急多摩線と併走する。小田原線の線路容量が逼迫していた小田急は、多摩線直通列車をほとんど設定していなかったために、多摩ニュータウンから都心への旅客輸送は京王がメインルートとなっていた時代が長かったが、その後の小田原線の複々線化の進捗に応じて多摩線から都心へ直通する速達列車を充実させ、競争力を高めた。

### 相模中野への延伸計画
上述の路線免許申請により、橋本駅は相模中野方面への延伸を前提とした構造になっていて、延伸先の路線用地も所々に確保されていた。だがその後、延伸予定区間の路線免許は失効し、路線用地の多くは地元不動産会社に放出され、宅地開発された。中規模程度までではあるがマンション等の建造物も建てられたことから、現在の線路をそのまま延ばす形での相模中野方面への延伸は難しいと見られており、神奈川県鉄道輸送力増強促進会議の要望書に対して、京王は上下分離方式での延伸に含みを残すものの「単独での建設はきわめて困難」と回答している。
この延伸計画は「相模中野延長線」と呼ばれていた。橋本駅から先に延伸することで、城山ダム周辺の開発や観光需要が見込まれていた。延伸計画は1980年代に頓挫した。相模城山駅と相模中野駅という駅の設置が検討されていた。